# Конуэй, Келлиэнн
Келлиэнн Элизабет Конуэй (англ. Kellyanne Elizabeth Conway), урождённая Фицпатрик (англ. Fitzpatrick; род. 20 января 1967, Камден, Нью-Джерси) — американский политический деятель, политтехнолог и социолог, советник президента США Дональда Трампа.

## Биография
Окончила среднюю школу Святого Иосифа, затем получила степень бакалавра искусств политологии в Вашингтонском колледже Троицы и степень доктора права в университете Джорджа Вашингтона. Работала клерком в офисе судьи в Вашингтоне, четыре года преподавала в Центре права университета Джорджа Вашингтона, занимая должность адъюнкт-профессора, позднее ушла в частный бизнес, начав карьеру в компании делового и политического консалтинга Wirthlin Group, которая по контракту с Республиканской партией США оказывала услуги Рональду Рейгану.
В 1990-е годы вошла вместе с Лорой Ингрэм, Барбарой Олсон и Энн Коултер в группу широко известных консервативных телекомментаторов, в том числе атакуя президента Билла Клинтона, импичмента которого добивались республиканцы вследствие сексуального скандала с Моникой Левински.
В 1995 году основала компанию социологических исследований Polling Company, в которой заняла должности президента и генерального директора, сотрудничала с кандидатами Республиканской партии. По сведениям телекомпании CNN, её клиентами стали губернатор Индианы Майк Пенс, Ньют Гингрич в период его президентской кампании, а также организации FreedomWorks, Americans for Prosperity, Heritage Foundation, Национальная стрелковая ассоциация США и Family Research Council.
В начале республиканских праймериз 2016 года занимала должность президента Keep the Promise I, одного из комитетов политического действия, поддерживающих Теда Круза, и в январе 2016 года выпустила два рекламных ролика, направленных против Дональда Трампа. В одном из них критиковались взгляды Трампа на реформирование системы здравоохранения, в другом использовались кадры старой съёмки, в которых он представал сторонником абортов. Кроме того, Конуэй сделала максимально разрешённый законом частный взнос в пользу кампании Круза — 5400 долларов — и тесно сотрудничала с главой хеджфонда Робертом Мерсером, который перевёл на счёт Keep the Promise I 11 млн долларов.
17 августа 2016 года официальный кандидат в президенты США от Республиканской партии Дональд Трамп (Конуэй познакомилась с ним в 2006 году, когда жила в одном из его зданий, а также входила в совет кондоминиума Трамп-уорлд-тауэр) назначил её менеджером своей избирательной кампании, таким образом сделав Конуэй первой в истории женщиной — руководителем республиканской президентской кампании. 22 декабря 2016 года избранный президент Трамп назначил Конуэй советником президента в его будущей администрации.
23 февраля 2019 года объявлена обладательницей премии «Золотая малина» 2018 года за худшую женскую роль второго плана после появления в политическом документальном фильме Майкла Мура «Фаренгейт 11/9» о президентской кампании 2016 года и президентстве Дональда Трампа.
13 июня 2019 года Офис специального прокурора рекомендовал увольнение Конуэй за многочисленные нарушения акта Хэтча, ограничивающего политическую активность членов правящего кабинета (в частности, ей инкриминированы критика кандидатов Демократической партии в президентской кампании 2020 года, комментарии по поводу дополнительных выборов 2017 года в Алабаме и реклама линии модной одежды Иванки Трамп в телевизионном интервью. Пресс-секретарь Белого дома Стивен Гроувс быстро отреагировал на это сообщение, заявив:

«Беспрецедентные действия OSC против Келлиэнн Конуэй абсолютно незаконны и нарушают ее конституционные права на свободу слова и соблюдение процессуальных норм. Существуют другие политические взгляды, которые возражают против нечетких и избирательно применяемых правил OSC, оказывающих сдерживающее влияние на свободу слова для всех федеральных служащих. Похоже, что на эти решения оказывает влияние давление средств массовой информации и либеральных организаций
И, возможно, OSC следует помнить о своем собственном долге действовать честно, беспристрастно, политически нейтрально, а не ошибочно истолковывать и направлять акт Хэтча».

## Личная жизнь
В 2001 году Келлиэнн Фицпатрик вышла замуж за нью-йоркского юриста Джорджа Т. Конуэя, в их семье появились четверо детей.